# Нільпотентний ідеал
Нільпотентний ідеал — односторонній або двосторонній ідеал I кільця або напівгрупи з нулем А такий, що для деякого натурального k виконується  Ik = {0}, тобто добуток будь-яких k елементів ідеалу I рівний нулю. 

## Приклади
- В {\displaystyle \mathbb {Z} /p^{n}\mathbb {Z} } кільці лишків по модулю pn, де p — деяке просте число, всі ідеали окрім самого кільця, нільпотентні.
- У груповому кільці Fp[G] скінченної р-групи G над полем з р елементів ідеал, породжений елементами виду а-1 де {\displaystyle a\in G}, є нільпотентним.
- У кільці верхніх трикутних матриць над деяким полем матриці, у яких на головній діагоналі елементи рівні нулю, утворюють нільпотентний ідеал.

## Властивості
Будь-який елемент нільпотентного ідеалу є нільпотентним. Будь-який нільпотентний ідеал є одночасно нільідеалом і міститься в радикалі Джекобсона кільця. У правих (лівих, двосторонніх) кільцях Артіна радикал Джекобсона є нільпотентним, і поняття нільпотентного ідеалу і нільідеалу збігаються. Остання властивість справедлива і для правих (лівих, двосторонніх) кілець Нетер (теорема Левицького). 
Всі нільпотентні ідеали комутативного кільця містяться в нільрадикалі, який в загальному випадку може бути не нільпотентним, а лише нільідеалом. 
Простим прикладом є пряма сума кілець {\displaystyle \mathbb {Z} /p^{n}\mathbb {Z} } по всім натуральним n. У комутативному кільці будь-який нільпотентний елемент а міститься в деякому нільпотентному ідеалі, наприклад, в головному ідеалі, породженому а. У некомутативному кільці можуть існувати нільпотентні елементи, що не містяться в жодному нільпотентному ідеалі (і навіть нільідеалі). Наприклад, в повному кільці матриць над полем є нільпотентні елементи, зокрема матриці, у яких ненульові елементи стоять тільки над головною діагоналлю але це кільце є простим і, отже, не має ненульових нільпотентних ідеалів. 
В скінченновимірній алгебрі Лі G існує максимальний нільпотентний ідеал, елементи якого {\displaystyle x\in G}, такі що ендоморфізм {\displaystyle y\to [x,y]} для {\displaystyle y\in G} є нільпотентним.